# The Sea and Cake
The Sea and Cake – amerykański zespół muzyczny, istniejący w latach 1994–2004 i ponownie od 2007. Wykonuje muzykę post-rockową z elementami jazzu oraz wykorzystaniem instrumentów elektronicznych (syntezator, automat perkusyjny). Na okładkach płyt często znajdują się fotografie Sama Prekopa lub obrazy Erica Claridge’a.

## Skład
- Sam Prekop – wokal, gitara
- Archer Prewitt – gitara, pianino, wokal
- John McEntire – perkusja, syntezator
- Eric Claridge – bas, syntezator

## Dyskografia

### Albumy
- 1994 –  The Sea and Cake
- 1995 – Nassau
- 1995 – The Biz
- 1997 – The Fawn
- 2000 – Oui
- 2003 – One Bedroom
- 2007 – Everybody
- 2008 – Car Alarm
- 2010 – The Moonlight Butterfly
- 2012 – Runner

### EP I single
- 1995 – Glad You’re Right (b/w Tiger Panther, Crimson Wing)
- 1997 – Two Gentlemen (EP)
- 1999 – Window Lights (b/w Setup for Bed Johna McEntire’a)
- 2003 – Glass EP

### Kompilacje
- 1997 – A Brief Historical Retrospective
- 2010 – Metro: The Official Bootleg Series, Volume 1